# Tavriiske, Hola Prîstan
Tavriiske (în ucraineană Таврійське) este localitatea de reședință a comunei Tavriiske din raionul Hola Prîstan, regiunea Herson, Ucraina.

## Demografie
Componența lingvistică a localității Tavriiske
     Ucraineană (82,48%)
     Rusă (16,71%)
     Alte limbi (0,77%)
Conform recensământului din 2001, majoritatea populației localității Tavriiske era vorbitoare de ucraineană (82,48%), existând în minoritate și vorbitori de rusă (16,71%).